# Панксатони
Панксато́ни (англ. Punxsutawney, [ˌpʌŋksəˈtɔːni]) — боро в округе Джефферсон штата Пенсильвания, США. Находится в 129 км к северо-востоку от Питтсбурга.
В 1907 году Панксатони и Клэйсвилль объединились в Большой Панксатони. В районе добывался высококачественный каменный уголь. В городе имелись промышленные предприятия, в том числе стекольный, металлургический и сталепрокатный заводы, а также фабрики легкой промышленности. В 1940 году город насчитывал 9482 жителя. По переписи 2000 года в городе проживает 6271 человек.
Название Панксатони имеет индейские корни и в переводе означает «город песчаных мушек».
Самый известный житель Панксатони — Фил, сурок, ежегодно «предсказывающий» погоду в День сурка (2 февраля). Фил и город, в котором он живёт, стали местом действия фильма 1993 года «День сурка» (но почти весь фильм был снят в Вудстоке, Иллинойс).

## География
Панксатони расположен примерно в 129 км к северо-востоку от Питтсбурга и 143 км к юго-востоку от Эри.
По данным Бюро переписи населения США, город занимает площадь 8,9 км².

## Демография
| Год  | Численность | Численность |
| ---- | ----------- | ----------- |
| 1850 | 256         |             |
| 1860 | 415         |             |
| 1870 | 553         |             |
| 1880 | 674         |             |
| 1890 | 2792        |             |
| 1900 | 4375        |             |
| 1910 | 9058        |             |
| 1920 | 10 311      |             |
| 1930 | 9266        |             |
| 1940 | 9482        |             |
| 1950 | 8969        |             |
| 1960 | 8805        |             |
| 1970 | 7792        |             |
| 1980 | 7479        |             |
| 1990 | 6782        |             |
| 2000 | 6271        |             |
| 2010 | 5962        | [ 1 ] [ 2 ] |
| 2015 | 5861        |             |
| 2020 | 5769        | [ 3 ]       |

По данным переписи 2000 года, Панксатони насчитывает 6 271 жителя, 2748 домовладений и 1602 семьи. Плотность населения составляет 708,0 чел/км². В городе 3042 строения, что соответствует средней плотности 343,4 здания/км². В городе преобладают белые европейцы (98.79 %), негры составляют 0,22 %, индейцы — 0,16 %, азиаты — 0,27 %, 0,02 % — другие расы. Около 0,54 % имеют смешанную расу. Испаноязычные или латиноамериканцы составляют 0,75 % населения.
В городе 2749 домохозяйств, 25,3 % которых — с детьми в возрасте до 18 лет, 41,0 % — совместно проживающие женатые пары, 13,5 % — одинокие женщины, 41,7 % — в браке не состоят. 37,8 % домохозяйств образованы людьми старше 65 лет и 20,6 % — включают людей этого возраста. Средний размер домохозяйства — 2,19 чел. Средний размер семьи — 2,89 чел.
По возрастным группам население распределено следующим образом:
- младше 18 лет — 21,3 %;
- от 18 до 24 лет — 9,9 %;
- от 25 до 44 лет — 25,1 %;
- от 45 до 64 лет — 21,6 %;
- старше 65 лет — 22,2 %.

Средний возраст — 41 год. На каждые 100 женщин приходится 80,9 мужчин. На каждые 100 женщин 18 лет и старше приходится 77,2 мужчин.
Средний доход домохозяйства составляет 26 250 долларов США, средний доход семьи — 33 054 доллара США. Средний доход мужчины составляет 28 958 долларов США против 19 076 долларов США у женщины. Доход на душу населения составляет 14 802 доллара США. Около 13,3 % семей и 16,9 % жителей живёт за чертой бедности, в том числе 20,6 % младше 18 и 12,8 % старше 65 лет.

## Местное самоуправление
Законодательную власть в Панксатони осуществляет совет, состоящий из семи членов, избираемых на четыре года. В настоящее время в совет входят:
- Сюзан Глесснер, председатель;
- Донна Леллок, заместитель председателя;
- Лоуренс Ченога;
- Майкл Порада;
- Роберт Рисмен;
- Уильям Спенсер;
- Роджер Стили.

Глава исполнительной власти — мэр, также избираемый на четыре года. В настоящее время мэром Панксатони является Джеймс Уэрл. Мэр одновременно является главой местной полиции.
Другими выборными (все — на срок четыре года) должностями являются:
- 1 сборщик налогов;
- 6 асессоров;
- 6 констеблей.

Администрацию города возглавляет Глава администрации, подотчетный городскому совету. Эту должность занимает Бенджамин Уайт.
Панксатони является крупнейшим муниципальным образованием округа Джефферсон.

## Чрезвычайные службы
В Панксатони действует полноценный полицейский департамент, в котором работают 12 сотрудников. Должность начальника полиции занимает Том Федиган. С полицией сотрудничают добровольные дружины. Полицейские и дружинники несут круглосуточное дежурство.
Пожарный департамент представляют три добровольные команды: Центральная пожарная часть (пожарная часть округа Джефферсон № 20), Добровольная пожарная рота Оленьего пути (пожарная часть округа Джефферсон № 30) и пожарная рота Линдсея (пожарная часть округа Джефферсон № 40). Председатель пожарного департамента — Дуг Мак-Афус. Начальник департамента — Пол Хенс. Кроме работников департамента в каждой пожарной части имеется свой выборный начальник: Скотт Депп возглавляет центральную пожарную часть, Брайан Смит — Олений путь, Джо Дефеличе — Линдсей. Пожарные выезжают на вызовы по поводу возгораний, транспортных происшествий, утечек опасных веществ, несчастных случаев и спасательных работ на территории Панксатони и прилегающих поселков. В состав департамента входит отряд спасения на водах, состоящий из водолазов и команды катера.
В городе расположена станция скорой помощи округа Джефферсон. Станция № 50 обеспечивает полный спектр медицинской помощи, в штате имеются парамедики и санитары. Станция № 50 обслуживает не только город, но и южную часть округа Джефферсон, а также частично север округа Индиана.

## Средства массовой информации
- Две местные радиостанции WECZ-AM и WPXZ-FM.
- Газета Punxsutawney Spirit («Дух Панксатони»), единственная в округе Джефферсон, выходящая ежедневно.

## Панксатони в культуре
В Панксатони разворачивается действие фильма «День сурка». Однако съемки фильма практически целиком проходили в Вудстоке.
В телесериале «Затерянные в космосе» (транслировался с 1965 по 1968 года) капитан Алонзо П. Такер, космический пират, появлявшийся в двух эпизодах, родился на железной дороге у Панксатони, Пенсильвания. 